# Густав, војвода од Цвајбрикена
Херцог Густав Самуел Леополд од дома Вителсбах (12. април 1670, Стегеборг Цастле близу Содеркопинга, Шведска - 17. септембар 1731, Цвајбрикен,
Немачка) је био Херцог Клебурга од 1701 до 1731. године и војвода од Цвајбрикена од 1718. до 1731. Његове титуле укључују: 5. војвода од Стегеборга (у Шведској),  Гроф Палатин Рајне и војвода у Баварској. 
Био је последњи мушки члан Клебуршке линије куће Вителсбах која је владала. 

## Живот
Густав Семјуел Леополд је рођен у Стегеборг Замку код Содеркопинга 1670, као најмлађи син Адолфа Јохана I, грофа палатина од Клебурга.  Родитељи су, како се извештава, лоше поступали према њима и 1687. године Густав је помогао сестрама Катарини и Марији Елизабети да побегну од родитеља у заштиту шведског краљевског двора, што је постао скандал у савременој Шведској. 
Наследио је брата Адолфа Јохана II као грофа палатина од Клебурга 1701. и свог рођака Карла XII, Краља Шведске, као војвода од Цвајбрикена 1718.  Краљева смрт учинила га је такође једним од прихватљивих кандидата за шведски трон. Од 1720. до 1725. преселио је своју резиденцију у палату Шлоз Цвајбрикен коју је саградио Јонас Ериксон Сундахл. 
Густавус Самуел Леополд умро је у Цвајбрикену 1731. године и сахрањен је у Александеркирху. Као последњи мушки члан његове лозе Вителсбах, његове територије је наследио Кристијан III, гроф палатине од Цвајбрикен-Биркенфелда. 
Такмичио се за Велико мајсторство Светог Војно-Константиновачког Реда Светог Ђорђа, чија је нејасна магијска династија изумрла крајем 17. века, а чије је велико мајсторство 1696. године пребачено на Франческа Фарнеса, војводе од Парме. У љетописима те витешке установе и Ватикана Густав се спомиње као војвода од Баварске. Густав није успео у својим тежњама, а великаштво је потврђено 1701. године, папа је наследио кућу Фарнесе и његове наследнике ( војводе од Кастра ). Фарнесе војвода је на положају наследио најближег мушког рођака, будућег шпанског краља Карла III. 
Војвода Густав имао је барокни Ресиденз у Цвајбрикену изграђен 1720-их, Швеђанин Јонас Ериксон Сундахл био је градитељ. 
У шведској политици војвода Густав био је последњи мушки огранак рода његове баке Катарине Васе. Након смрти свог рођака краља Карла XII., Густав из Стегеборга тада је постао један од прихватљивих кандидата за легитимно наследство престола Шведске и великог војводства Финске. Да је успио, постао би краљ Густав III. Међутим, ниједна снажна фракција или странка у Шведској нису се заузели за његов случај, а историја се не сећа његових права на наследство. Уместо тога, његова рођака Улрика Елеонора успела је да постане регант шведске краљице. 
Војвода Густав умро је за време владавине Фредерика И у Шведској. Своја шведска права наслиједио је или његов нећак Цхарлес Адолф Гилленстиерна, гроф од Ерицсберга, или његова сестра, грофица Палатина Марие Елисабетх из Клеебурга, или њихов рођак, Карл Фридрих, војвода од Холштајн-Готорпа. 

## Брак
10. јула 1707. године Густав се оженио грофицом Палатином Доротејом (1658—1723), ћерком Леополда Луја, грофа Палатина из Велденза. Брак је остао без деце. 
Дана 13. маја 1723, он је морганатски оженио Луиз Доротеу фон Хофман (30 март 1700 - 14. април 1745) у Цвајбрукену, ћерку Јохана Хајнриха фон Хофман. Прешла је у католичанство 1723. године, а свети римски цар је подигао 3. марта 1724. године у титулу грофице фон Хофман. Такође нису имали деце. 
 